# خولي فرنانديز (لاعب كرة قدم)
خولي فرنانديز (19 نوفمبر 1974 بأندورا لا فيلا في أندورا - ) هو لاعب كرة قدم أندوري في مركز الدفاع. شارك مع منتخب أندورا لكرة القدم. أما مع النوادي، فقد لعب مع نادي سانتا كولوما ونادي أندورا لكرة القدم.

## وصلات خارجية
- خولي فرنانديز على موقع الاتحاد الأوربي (الإنجليزية)
- خولي فرنانديز على موقع قاعدة بيانات كرة القدم.إي يو (الإنجليزية)
- خولي فرنانديز على موقع ناشيونال فوتبول تيمز (الإنجليزية)
- خولي فرنانديز على موقع Soccerway.com (الإنجليزية)